# 归义街道
归义街道，中华人民共和国湖南省岳阳市汨罗市下属的一个街道，位于汨罗市中部。汨罗市人民政府驻地。原为归义镇，2024年1月11日，撤镇设街道。
辖16个社区居委会，4个建制村，总面积35平方千米，总人口8.9万人，镇人民政府驻汨新（原城郊乡人民政府驻地）。

## 建制沿革
- 1949年，设汨罗镇。
- 1950年，改置汨滨乡。
- 1953年，复置汨罗镇。
- 1955年，改置归汨乡。
- 1956年，复置汨罗镇。
- 1966年，更名城关镇。
- 2015年，城关镇、城郊乡成建制合并设立归义镇。
- 2024年，撤销归义镇，设立归义街道。

## 行政区划
归义街道下辖16个社区居委会4个建制村：
- （原城关镇下辖）老街社区、高塘社区、山塘社区、高泉社区、归义社区、友谊河社区、广场社区

- （原城郊乡下辖）荣家路社区、南江社区、窑洲社区、大路铺社区、龙舟社区、汨新社区、车站社区、罗城社区

- （原城郊乡下辖）上马村、城北村、双托村、百丈村、双塘村

2024年调整后，归义街道下辖广场、高泉、归义、汨新、荣家坪、大路铺、罗城、车站、上马、龙舟、友谊河、高塘、山塘、茶园、老街、百丈口、石桥坝、窑洲、双塘、南江、航运、新港等22个居委会